# Lee-Richards Annular Monoplane

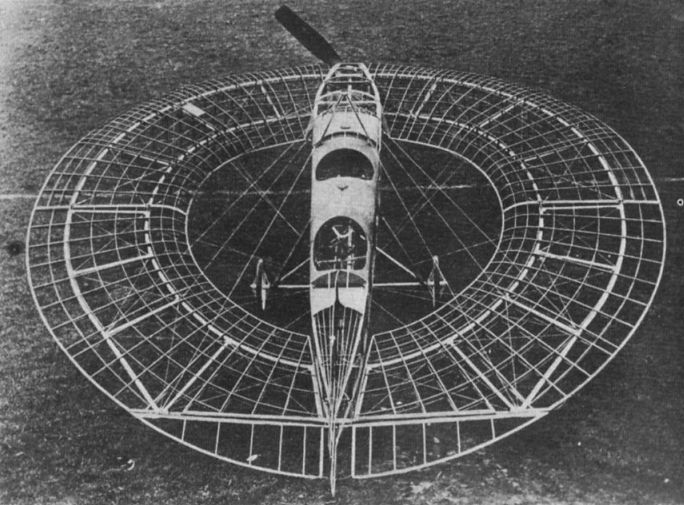
Erster motorgetriebener Lee-Ringflügler im Bauzustand

Das Lee-Richards Annular Monoplane (deutsch etwa: Ringflügel-Eindecker) war ein von den Briten Cedric Lee und George T. Richards konstruiertes Experimentalflugzeug aus der Zeit vor dem Ersten Weltkrieg. Das Flugzeug besaß die seltene Auslegung als Scheibenflugzeug, das jedoch in der Mitte einen Ringausschnitt aufwies, in dem die Besatzung und der Flugmotor untergebracht waren. Die dafür passende Bezeichnung ist im deutschen Sprachgebrauch nicht eindeutig, so werden derartige Flugzeuge Ringflügler, Kreisflügler oder Scheibenflugzeuge genannt. In der Fachzeitschrift Flight wird die Lee-Richards-Konstruktion 1954 rückblickend als die „Originale Fliegende Untertasse“ vorgestellt, die schon vor Winston Churchill und Lord French vorgeführt worden sei.

## Geschichte

### Kitchen-Ringflügler
Der Lee-Richards Ringflügler geht zurück auf die Entwicklungen von Isaac Henry Storey und John George Kitchen, die sich ab 1909 mit diesem Flugzeugtyp, der auch als orbicular-Luftfahrzeug beschrieben wird, beschäftigten. Die Inspiration für diese Entwicklung ergab sich aus den von Kitchen durchgeführten Versuchen mit Fallschirmen, die zur Stabilisierung eine zentrale Öffnung in der Schirmkappe erhielten. Das Kitchen-Flugzeug war ein 1910 gebauter Doppeldecker mit zwei übereinanderliegenden Ringflügeln und einer dazwischen aufgehängten Gondel, die den Piloten und einen 50-PS-Sternmotor von Gnome aufnahm. Ein Nachbau des Flugzeugs, der in dem Film Die tollkühnen Männer in ihren fliegenden Kisten Verwendung fand, steht heute im Newark Air Museum.
Ende 1910 kaufte Cedric Lee, ein wohlhabender Webereibesitzer und Ingenieur, das von John George Kitchen gebaute Ringflügel-Flugzeug mit der Absicht, es weiterzuentwickeln. Zur gleichen Zeit traf Lee auf George Tilghman Richards, ein früherer technischer Zeichner, der sich als freier Ingenieur und Konstrukteur in Manchester selbständig gemacht hatte, und bot diesem eine Mitarbeit bei den geplanten Arbeiten an dem Kitchen-Flugzeug an. Dieses hatte sich bis dahin jedoch noch nicht vom Boden erhoben. Auch nach einigen Modifikationen misslangen die weiteren Flugversuche. Bei den Startversuchen wurde das Flugzeug beschädigt und schließlich in der Nacht vom 4. auf den 5. November 1911 durch einen Sturm, der den Hangar zerstörte, ebenfalls irreparabel beschädigt.

### Neuentwicklung eines Gleitflugzeugs
Nach diesen Rückschlägen und Misserfolgen fasste man den Entschluss, die motorgetriebenen Versuche vorläufig einzustellen und wieder mit Modellen und vollmaßstäblichen Gleitern zu arbeiten. Über die jeweilige konstruktive Auslegung der Versuchsflugzeuge gab es zwischen Lee und Kitchen durchaus unterschiedliche Meinungen, auch was die aerodynamische Wirkungsweise des Ringflügels betrifft. Nach den Vorstellungen von Kitchen wurde ein 1,40 m weit spannendes Pappmaché-Modell in der Exerzierhalle in Lancaster mit gutem Erfolg Flugversuchen unterzogen. Auch das anschließend erprobte seidenbespannte „Halb-Doppeldecker“-Modell zeigte gute Ergebnisse, so dass mit der gleichen Auslegung ein manntragender Gleiter im Januar 1912 konstruiert und gebaut wurde. Die Flugversuche fanden in einem abgelegenen Gebiet der Westmorland Hills zwischen Whittington und Kirby Lonsdale statt.
Das Flugzeug besaß eine Spannweite von 6,70 m, eine Flügelfläche von 37,2 m² und eine Leermasse von 98 kg. Bei einer Flugmasse von 175 kg wurden im Gleitflug 35 km/h erreicht. Der Aufbau der Flügelstruktur bestand aus zwei verspannten ringförmigen Rohrrahmen, die fest am Rumpf befestigt waren. Der Pilot saß in dem kreisförmigen Ausschnitt der unteren Tragfläche und steuerte zwei Höhenruder in deren Hinterkante. Längsstabilität sollte durch eine scharf auslaufende Hinterkante des unteren Rings erzielt werden. Die obere Tragfläche war lediglich als „Halbfläche“ ohne zentrales Loch, ausgebildet. Als Startvorrichtung diente nach einigen Versuchen eine Konstruktion, wie sie ähnlich auch die Brüder Wright bei ihren Flügen 1905 einsetzten. Man setzte ein Fallgewicht ein und beschleunigte auf der 15 m langen Startschiene den Gleiter, der in einem hölzernen Trog lag, auf Geschwindigkeiten bis 48 km/h. Die ohne Zwischenfälle verlaufenden Flugversuche dauerten 10 Monate und wurden wiederholt auch in bis zu 64 km/h starken Winden durchgeführt.
Ende 1912 gaben Lee und Richards die Zusammenarbeit mit Kitchen auf und gingen nach London, um dort systematische Windkanalversuche durchzuführen. Am East London College wurde daraufhin ein von beiden konstruierter und gebauter Windkanal mit einem Durchmesser von 0,61 m errichtet. Grundlage hierfür waren wahrscheinlich Ideen von A. P. Thurston, einem Lehrer für Luftfahrt an diesem College. Einen bedeutenden finanziellen Beitrag leistete Sir Archibald Sinclair (Fourth Baronet of Ulbster, Caithness), zu dessen Interessen auch die Luftfahrt gehörte. Aus den umfangreichen Versuchen mit Doppel- und Eindecker wurde das „Modell Nummer 11“ ausgewählt und im Mai 1913 zu Vergleichszwecken ebenfalls am National Physical Laboratory getestet. Für Auftrieb und Widerstand ergab sich eine gute Übereinstimmung mit den Ergebnissen am Lee-Richards-Windkanal, lediglich bei der Lagebestimmung des Auftriebsschwerpunkts fand man deutliche Differenzen.

### Erster motorgetriebener Lee-Ringflügler
Auf Grundlage dieser neu gewonnenen Daten überarbeitete Richards sein Konzept eines motorgetriebenen Ringflüglers. Anschließend wurde Blackburn Aeroplane Company der Auftrag zum Bau eines Flugzeugs erteilt, dann aber wieder gekündigt und schließlich James Radley und Eric Gordon England übertragen. Dieser hatte sich dadurch für diese Aufgabe qualifiziert, dass er kurz zuvor ein Schwimmerflugzeug, die Waterplane, konstruiert und gebaut hatte. Gordon England übernahm die Übertragung der aerodynamischen Vorstellungen von Lee und Richards in eine nach den Regeln der Technik erstellte ingenieurmäßige Konstruktion. Für den schwierigen Bau musste beispielsweise zuerst ein spezieller kreisrunder Tisch als Lehrgerüst für die radiale Anordnung der Tragflächenrippen entwickelt werden. Außerdem sollte England anschließend auf Honorarbasis als Testpilot des neuen Flugzeugs tätig werden.
Lee ließ die Bauarbeiten unter strikter Geheimhaltung in einem Tag und Nacht bewachten Hangar durchführen. Genau wie bei den Gleitern baute auch die auf dem Windkanalmodell Nr. 11 basierende Tragfläche auf zwei konzentrischen Ringen aus Stahlrohren auf, die in gewissen Abständen durch Röhren-Abstandshalter verbunden waren. Die Rippen waren radial um die Ringmitte angeordnet und die gesamte Einheit durch Drähte zu Pylonen, die unten und oben über die Tragflächen hinaus ragten, verspannt. Es entstand so eine V-Stellung von 5°. Die Hinterkante bildeten angelenkte Flächen, die zusammen betätigt als Höhenruder und gegeneinander betätigt als Querruder wirkten. Das auf vier Longerons aufgebaute und verstrebte Rumpfgerüst besaß einen quadratischen Querschnitt. Der Pilot saß in dem hinteren Sitz, der Antrieb bestand aus einem Siebenzylinder-Gnome-Umlaufmotor, der 80 PS leisten sollte, aber tatsächlich nur 67 PS lieferte. Über eine 1,20 m lange Hohlwelle wirkte das Triebwerk auf einen sich vor dem Ringflügel befindenden Zweiblattpropeller. Die Spannweite betrug  6,71 m, die Länge 7,17 m und die Tragflügelfläche 26 m². Voll beladen hatte die Maschine eine Masse von 773 kg, bei dem tatsächlich durchgeführten Flug wog sie jedoch nur 681 kg.
Der Erstflug fand am 23. November 1913 auf dem Shoreham Aerodrome mit Gordon England am Steuer statt, wobei eine Höchstgeschwindigkeit von fast 140 km/h erreicht werden konnte. Beim Landeanflug setzte das Triebwerk aus, die Maschine berührte Telegrafenleitungen und wurde beim folgenden Bodenaufschlag zerstört. England wurde aus dem Cockpit geschleudert, überlebte aber mit geringen Verletzungen. In der darauf folgenden Berichterstattung wird der Name doughnut für den Ringflügler zum ersten Mal erwähnt.

### Zweite Maschine
Sofort nach dem Unfall begann Tilghman Richards mit den Arbeiten für den Bau einer neuen, modifizierten Maschine, wobei Triebwerk, Antriebswelle und Propeller von dem ersten Exemplar verwendet werden konnten. Im Januar dieses Jahres kündigte das Committee of the Royal Aero Club an, dass es drei Vertreter für das British Empire für den Gordon-Bennett Aviation Cup 1914 auswählen wird. Neben zahlreichen weiteren Bewerbern reichte auch Cedric Lee Ende Februar 1914 seinen Vorschlag für zwei Flugzeuge, wahrscheinlich Ringflügler, ein.
Der zweite Anfang 1914 fertiggestellte Ringflügler entsprach in Größe und Aussehen weitestgehend seinem Vorgänger. Auffälligster Unterschied waren ein zusätzliches Paar Höhenruder, die an der Spitze der Seitenruderflosse angebracht waren. Die V-Stellung der Tragfläche wurde auf 3° verringert. Nach einigen kurzen Flugsprüngen führte England wahrscheinlich zwischen Mitte Februar und Anfang März 1914 den ersten echten Flug mit der verbesserten Maschine durch, die bei 48 km/h abhob und mit 150 m/min auf 300 m stieg. Die Höchstgeschwindigkeit lag bei diesem Flug bei etwa 130 bis 138 km/h.
Nach über 25 Flugstunden mit dieser Maschine kam England zu dem Schluss, dass die Konstruktion noch einiger Überarbeitung bedurfte. Vor allem die starke Gierneigung bei einer Querruderbetätigung, die oft zum Trudeln führte, wurde von ihm beanstandet. Als bis Ende März/Anfang April noch keine Abhilfe hierfür gefunden werden konnte, kündigte England seine Anstellung als Testpilot. Als Nachfolger wurde Charles Gordon Bell verpflichtet. Bei einem Flug am 26. April 1914 stürzte er mit der zweiten Maschine unweit der Absturzstelle der ersten Ausführung ab. Auch diesmal überlebte der Pilot das Unglück ohne ernsthafte Verletzungen. Eine nachfolgende Unfalluntersuchung ergab, dass sich das Höhenruder infolge einer gelösten Ösenschraube verklemmt hatte und sich erst 15 m über dem Boden wieder löste.

### Dritte Maschine

Draufsicht des dritten gebauten Exemplars

Nach dem Verlust der zweiten Maschine kam Cedric Lee zu dem Schluss, dass vor allem die V-Stellung zu der ungenügenden Stabilität der Konstruktion beitrug, da diese eigentlich so ausgelegt war, dass sie inhärent stabil sein sollte, auch ohne zusätzliche V-Stellung. Die Tragfläche der dritten Maschine erhielt nur noch eine V-Stellung von 1,5° und basierte wahrscheinlich auf dem Windkanalmodell Nr. 17, erhielt aber eine stark veränderte Hinterkante. Auch nach dem Verlust der zweiten Maschine teilte Lee der Zeitschrift Flight mit, dass er nach wie vor daran festhielt, zwei Flugzeuge zum Gordon-Bennett-Rennen zu entsenden. Diese sollten einen 90-PS-Austro-Daimler-Sechszylinder-Motor erhalten und eine Spannweite von lediglich 5 m aufweisen.

Aufzeichnungen über Flüge dieser Maschine sind nur spärlich vorhanden, es ist aber bekannt, dass Charles Gordon Bell damit bis zum Anfang des Ersten Weltkriegs Flüge durchführte. Mit wahrscheinlich diesem Flugzeug hat er auch eine aufsehenerregende Flugvorführung vor Winston Churchill, damals First Lord of the Admiralty, und Sir John French gegeben. Churchill soll angemerkt haben: 

„Wie merkwürdig wäre es, wenn die Lösung des Problems des Fliegens sich in der Form eines Rades darstellen würde.“

Das vom 27. bis 28. September 1914 angesetzte Gordon-Bennett-Rennen konnte wegen des Kriegsbeginns nicht durchgeführt werden, auch Charles Gordon Bell wurde einberufen, so dass Cedric Lee nun ohne Testpilot war. Im August 1914 unternahm er daher selbst einen Flugversuch, der jedoch mit einem Absturz aus 50 m Höhe in den Fluss Adur endete. Lee überlebte und konnte ans Ufer schwimmen. Nach diesem erneuten Rückschlag stellte Lee die weiteren Arbeiten ein; während der 3,5 Jahre dauernden Entwicklungszeit hatte er insgesamt 17.000 £ aufgewendet.

## Nachwirkung
Lee meldete sich danach zum Kriegsdienst und wurde bei der Royal Naval Division und der Royal Naval Volunteer Reserve eingesetzt. Er fiel im August 1914 im Alter von 34 Jahren bei Beaumont-Hamel. Richards nahm nach dem Krieg bei der Flugzeugabteilung des schottischen Unternehmens Beardmore eine Stelle als Konstrukteur an, die er bis zur Schließung der Abteilung 1921 innehatte. Er arbeitete weiter an der Entwicklung seines Ringflügel-Konzeptes, so ließ er sich während seiner Zeit bei Beardmore seine Idee patentieren, die Tragfläche als ein aus einzelnen Holmelementen gebildetes Polygon auszuführen, statt auf zwei Rohrringen aufzubauen.
Direkt nach dem Waffenstillstand, mit der Überzeugung, dass nun sämtliche aerodynamischen und strukturellen Probleme überwunden wären, trat er an General Ralph Kirkby Bagnall-Wild, dem Leiter des Aeronautical Inspection Directorate, mit der Bitte heran, ein Versuchsflugzeug nach seinen Vorstellungen zu finanzieren. Als Vorteil gegenüber konventionellen Entwürfen stellte er vor allem die große Flügelfläche auf kleinem Raum (sehr geringe Streckung), die hohe automatische Stabilität, eine große Sicherheit für die Besatzung im Falle eines Unfalls durch den umgebenden Flügel, die gutmütigen Stall-Eigenschaften und die geringe Landegeschwindigkeit dar. Bagnall-Wilde sagte zwar die Finanzierung der Maschine durch das Air Ministry zu, nach seiner Pensionierung lehnte es sein Nachfolger A. M. S. Outram jedoch ab, dieser Verpflichtung nachzukommen.
Auch noch während seiner nachfolgenden Tätigkeit als Angestellter des Science Museums von 1928 bis 1955 und später als Lehrer an diesem Museum blieb Richards ein Verfechter seiner Idee eines Ringflüglers. Er starb 1960 im Alter von 75 Jahren. Das letzte verbliebene Mitglied des Teams war damit Eric Cecil Gordon England, der 1976 im Alter von 84 Jahren starb.